# Chiruromys forbesi
Chiruromys forbesi är en däggdjursart som beskrevs av Thomas 1888. Chiruromys forbesi ingår i släktet Chiruromys och familjen råttdjur. IUCN kategoriserar arten globalt som livskraftig. Inga underarter finns listade i Catalogue of Life.
Denna gnagare förekommer på östra Nya Guinea. Den vistas i låglandet och i bergstrakter upp till 1300 meter över havet. Habitatet utgörs av skogar och av andra trädansamlingar. Individerna bildar mindre flockar och vilar i trädens håligheter. Honor har en kull per år med två eller tre ungar.